# Musigny
Musigny ist eine französische Gemeinde mit 91 Einwohnern (Stand: 1. Januar 2022) im Département Côte-d’Or in der Region Bourgogne-Franche-Comté. Sie gehört zum Kanton Arnay-le-Duc und zum Arrondissement Beaune.
Nachbargemeinden sind Le Fête im Nordwesten, Meilly-sur-Rouvres im Norden, Chazilly im Nordosten, Longecourt-lès-Culêtre im Osten, Foissy im Südosten und Mimeure im Südwesten.

## Bevölkerungsentwicklung
| Jahr                       | 1962 | 1968 | 1975 | 1982 | 1990 | 1999 | 2008 | 2015 |
| -------------------------- | ---- | ---- | ---- | ---- | ---- | ---- | ---- | ---- |
| Einwohner                  | 124  | 154  | 125  | 100  | 122  | 115  | 90   | 82   |
| Quellen: Cassini und INSEE |      |      |      |      |      |      |      |      |

## Sehenswürdigkeiten
- Kirche Saint-Germain-d’Auxerre
- Kriegerdenkmal

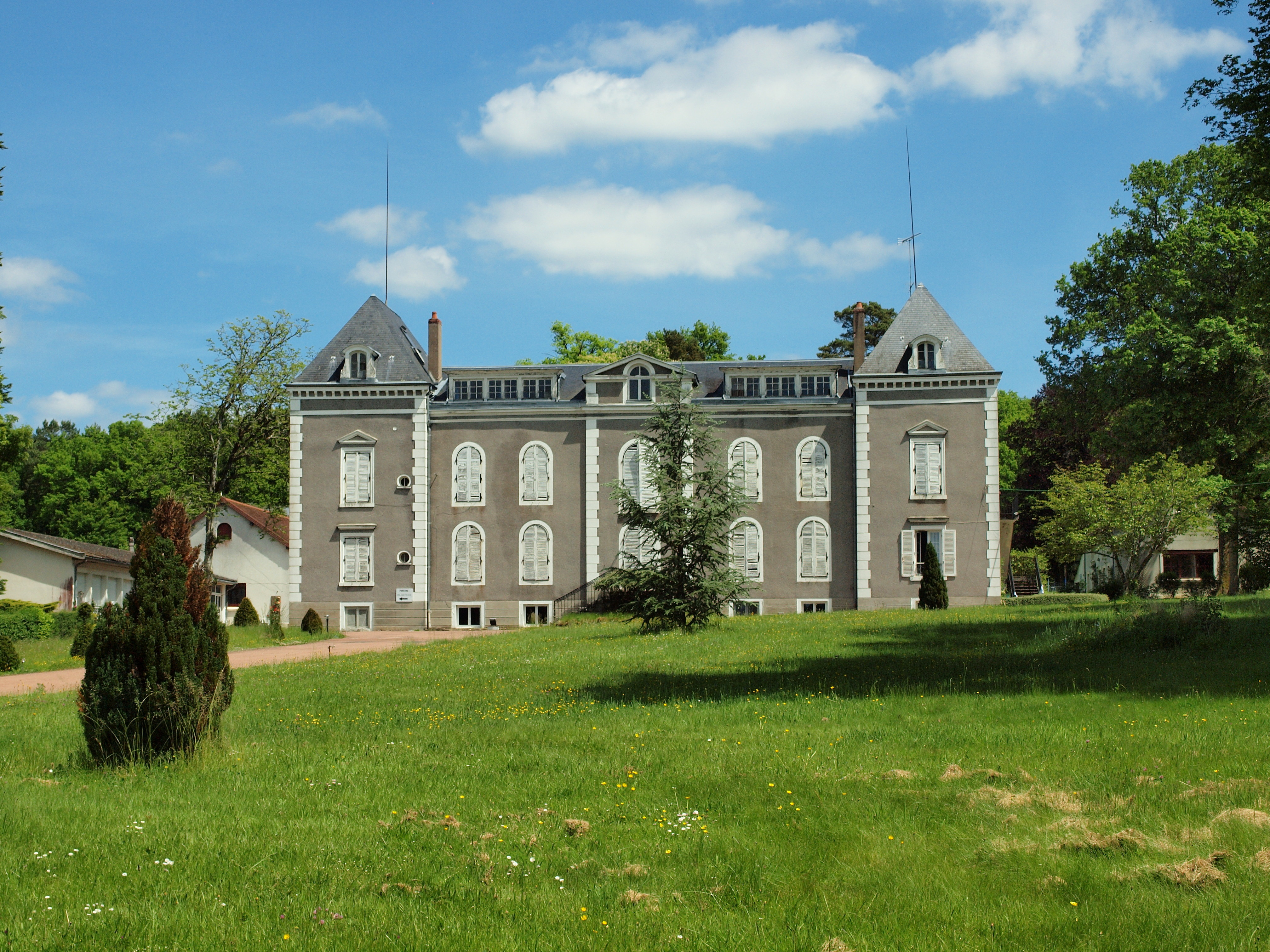
Schloss von Musigny
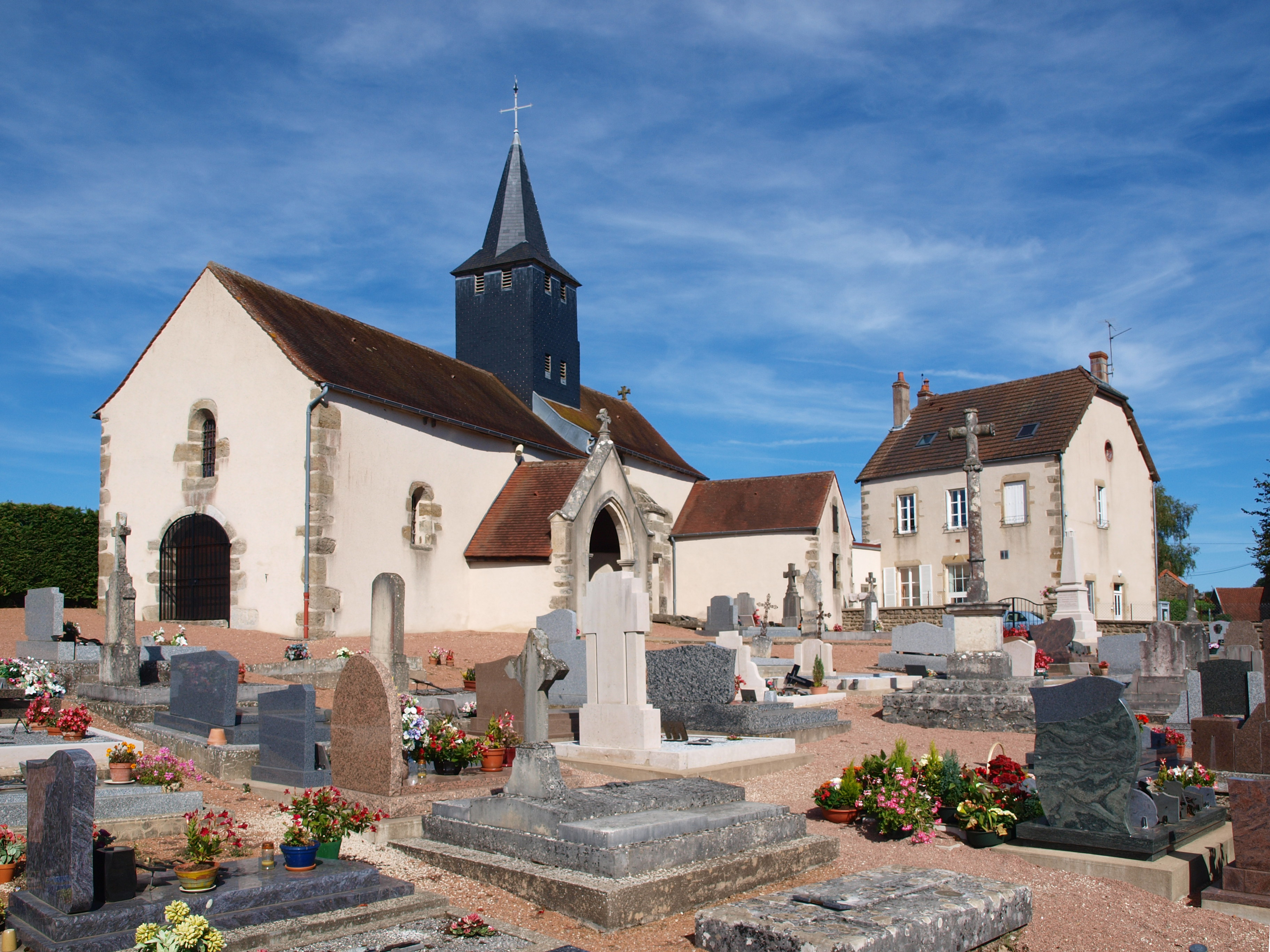
Mairie, Kirche, Friedhof und Flurkreuze
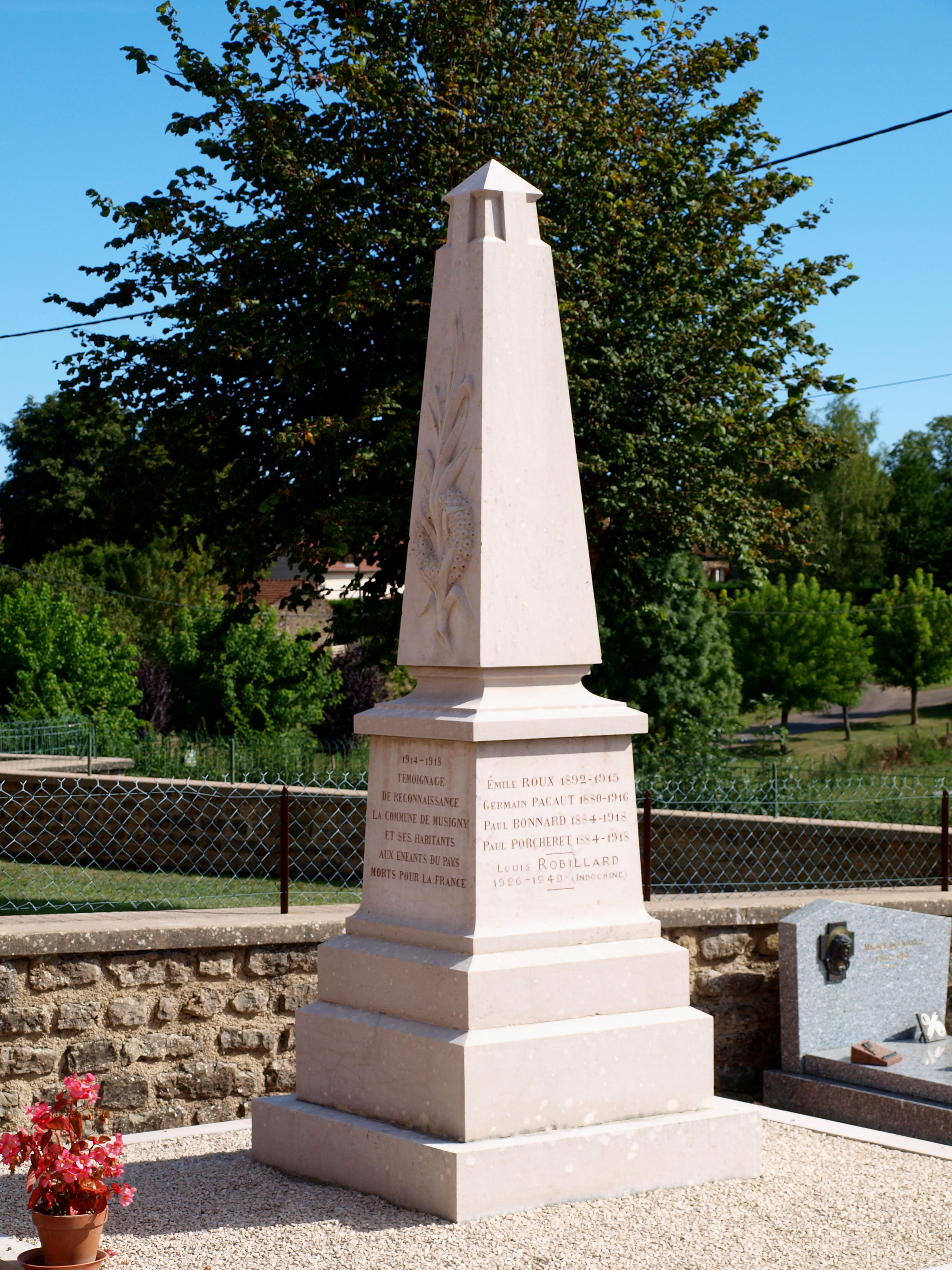
Kriegerdenkmal

- Schloss von Musigny
- Mairie, Kirche, Friedhof und Flurkreuze
- Kriegerdenkmal